# Alias Jimmy Valentine (pel·lícula de 1915)

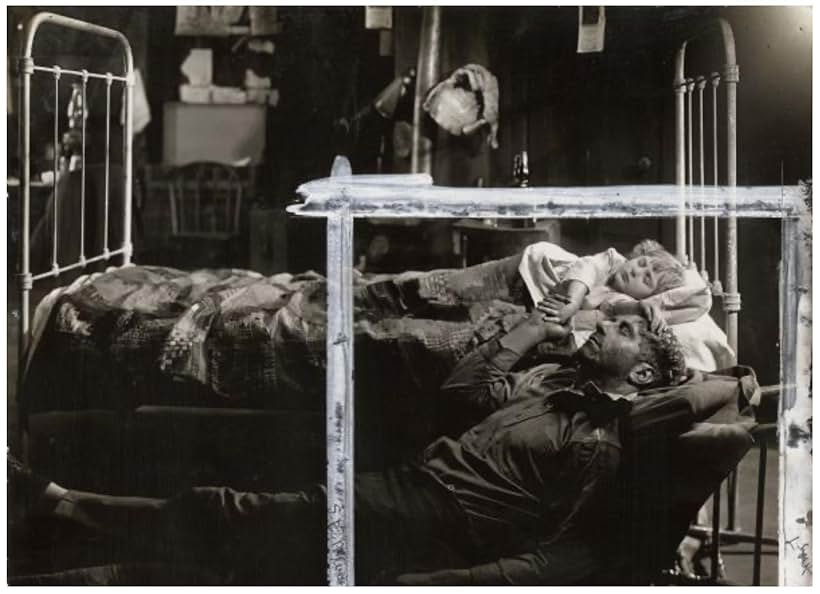
Madge Evans en un fotograma de la pel·lícula

Alias Jimmy Valentine és una pel·lícula estatunidenca muda dirigida per Maurice Tourneur, estrenada el 22 de febrer de 1915. Està basada en un conte de O.Henry titulat A Retrieved Reformation a partir del qual Paul Armstrong va escriure l'obra de teatre Alias Jimmy Valentine (1910). És un dels primers exemples del cinema de gàngsters i va tenir dos remakes més en l'etapa muda del cinema (1920 i 1928). El 1936 es va rodar la pel·lícula "The return of Jimmy Valentine" basada en el mateix personatge.

## Argument
Jimmy Valentine mena una doble vida: durant el dia és un respectable home de negocis però durant la nit és un lladre de caixes fortes. La banda assalta un banc amb èxit però Jimmy perd un botó que fa sospitar la policia. Avisat, decideix fugir en tren amb Cotton, un dels companys. Allà, Jimmy defensa Rose Fay que ha estat atacada per Cotton i acaba llençant-lo fora del tren. Cotton, a l'hospital, per venjar-se, el denuncia a la policia i Jimmy és condemnat a 10 anys a la presó de Sing Sing.
Tres anys després, durant una visita a la presó amb el seu pare, sots-governador de la presó, Rose reconeix Jimmy i la convenç que ha estat condemnat injustament. Ella obté el seu perdó i és alliberat. Fent-se passar per Lee Randall, Jimmy esdevé ben aviat el caixer en un banc i es manté allunyat dels seus antics còmplices. Per altra banda, Jimmy també assegura al detectiu Doyle, que té una ordre per a detenir el cèlebre lladre, que ell no l'és. Quan la germana petita de Rose queda atrapada accidentalment dins una caixa forta del banc, Jimmy revela la seva identitat en el moment de salvar-la. Rose intercedeix davant Doyle, que esparraca l'ordre de detenció i ells dos es poden abraçar.

## Repartiment
- Robert Warwick (Jimmy Valentine)
- Robert W. Cummings (Detectiu Doyle)
- Alec B. Francis (Bill Avery)
- Frederick Truesdell (sots-governador Fay)
- Ruth Shepley (Rose Fay)
- John Hines (Red Joclyn)
- David Flanagan (Cotton)
- Walter Craven (Handler)
- John Boone (Blinkey Davis)
- Madge Evans (germana de Rose)

## Producció
Algunes escenes de la pel·lícula van ser rodades a la penitenciaria de l'estat de Nova York a la presó de Sing Sing. Fins i tot, Warden Thomas Mott Osborne, governador de Sing Sing apareixia en el pròleg de la pel·lícula. La pel·lícula es va mostrar als reclusos de la presó el 14 de febrer, abans de la seva estrena, ja que Robert Warwick els havia promès que la veurien abans que ningú com a reconeixement de la seva ajuda durant el rodatge. L'agent de premsa de la World Film Corp., Jake Wilk, també apareixia a la pel·lícula.